# Mitosi

Aquest diagrama mostra els diferents moments d'aquest procés.

La mitosi és una fase del cicle cel·lular en què es produeix la divisió del nucli cel·lular de les cèl·lules eucariotes mitjançant el qual es reparteixen les dues còpies del material genètic en dues meitats iguals, per formar els nuclis de les cèl·lules “filles” després de la divisió cel·lular. Normalment conclou amb la formació de dos nuclis separats (cariocinesi), seguit de la partició del citoplasma (citocinesi), per a formar aquestes dues cèl·lules filles. La mitosi és un procés exclusiu de les cèl·lules eucariotes, perquè la cèl·lula procariota, que no té un nucli diferenciat amb membrana i conté un sol cromosoma sense centròmer, es divideix per fissió binària.
La mitosi és un procés complex i fortament regulat. Els diferents esdeveniments es divideixen en fases, que corresponen a la finalització de certs processos i el començament d'altres. Aquestes fases són la profase, prometafase, metafase, anafase i telofase. Durant el procés de la mitosi els parells de cromosomes es condensen i s'enganxen a fibres que estiren les cromàtides germanes a pols oposats de la cèl·lula. Seguidament, es genera un nou embolcall nuclear al voltant dels dos grups de cromàtides, i, generalment, segueix la citocinesi. Durant aquest procés es divideix el citoplasma i la membrana cel·lular, i es produeixen dues cèl·lules filla amb una distribució equitativa dels orgànuls i els altres components cel·lulars. De vegades, però, aquesta distribució del citoplasma és asimètrica, com per exemple el cas de la gemmació, que es dona en organismes com el llevat Saccharomyces cerevisiae.
Atès que la citocinesi passa conjuntament amb la mitosi, generalment s'intercanvia el terme mitosi amb el de fase mitòtica. Tot i així, hi ha moltes cèl·lules en què es posposa la citocinesi, tot formant cèl·lules polinucleades. Això passa per exemple en fongs, però també en determinats estadis del desenvolupament embrionari de la mosca de la fruita (Drosophila melanogaster). Errors a la mitosi poden produir la mort cel·lular programada o apoptosi; o causar mutacions que poden generar per exemple càncer.
El resultat principal de la mitosi és la divisió de la cèl·lula mare en dues cèl·lules filla, que contenen cadascuna una còpia completa del genoma de la cèl·lula mare. El genoma es compon de cromosomes: complexos d'ADN superenrotllat que conté la informació genètica per al correcte funcionament de la cèl·lula. Com cadascuna de les cèl·lules filla és un clon de la cèl·lula mare, aquesta ha de realitzar una còpia de cada cromosoma abans d'entrar en mitosi. Això ocorre durant la fase S del cicle cel·lular, la fase precedent a la mitosi. Cada nou cromosoma el constitueixen dues còpies idèntiques d'ell mateix, anomenades cromàtides germanes, unides mitjançant una regió especialitzada del cromosoma anomenada centròmer. Cada cromàtida germana no es considera un cromosoma en si, i un cromosoma només conté dues cromàtides germanes després de la fase S.
En la majoria dels eucariotes, l'embolcall nuclear que separa l'ADN del citoplasma es degrada. Els cromosomes s'alineen en una línia diametral imaginària. Els microtúbuls, com cordes, es lliguen als centròmers dels cromosomes i es disposen de tal manera que irradien dels cromosomes cap als dos pols de la cèl·lula. Els microtúbuls comencen un procés d'escurçament pel qual separen les cromàtides germanes de cada cromosoma i les arrosseguen una a cada pol. Cada cromàtide esdevé ara un cromosoma independent, que s'anomenarà cromosoma germà. A mesura que la cèl·lula s'elonga, els corresponents cromosomes germans se situen als pols oposats, on finalment es formarà un nou embolcall nuclear al seu voltant.

## Fases

### Interfase

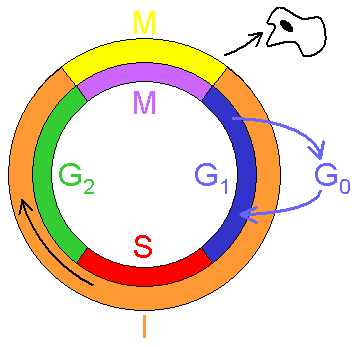
Diagrama representant la successió de fases del cicle cel·lular, on M representa la mitosi

La mitosi és una fase relativament curta del cicle cel·lular que s'alterna amb la interfase, molt més llarga i en què la cèl·lula es prepara per a la divisió cel·lular. La interfase es divideix en tres fases: G1, S (síntesi), i G₂. Durant aquestes tres fases la cèl·lula creix tot produint, entre d'altres, proteïnes, i desenvolupant els seus orgànuls; la replicació de l'ADN només es dona durant la fase S. Per tant, una cèl·lula creix i es desenvolupa durant la fase G1, continua creixent i duplica els seus cromosomes durant S, creix més i es prepara per a la mitosi durant G₂, i es divideix durant la fase M.

### Preprofase
La preprofase només es dona en cèl·lules vegetals, on precedeix la profase. En cèl·lules vegetals molt vacuolades, el nucli ha de migrar cap al centre de la cèl·lula abans de començar la mitosi. Això s'aconsegueix per la formació del fragmosoma, una làmina de citoplasma que talla la cèl·lula al futur pla de la divisió. A més del fragmosoma, la preprofase es caracteritza per la formació d'un anell de microtúbuls i filaments d'actina (anomenat banda preprofàsica) sota la membrana plasmàtica al voltant del pla equatorial i que prediu la posició de la placa de fusió durant la telofase. Les cèl·lules de plantes superiors no contenen centríols, si no que els microtúbuls de l'aster s'agregen a la superfície de l'embolcall nuclear durant la profase. La banda preprofàsica desapareix durant el desmantellament de l'embolcall nuclear i la formació de l'aster durant la prometafase.

### Profase
A la interfase, el material genètic del nucli es troba en un estat relaxat anomenat cromatina. La profase s'inicia quan es comencen a visualitzar els cromosomes, és a dir, quan les dues fibres d'ADN, fibres de cromatina de 100 Å, s'enrotllen sobre si mateixes per constituir, primerament, dues fibres de 300 Å i, després, les dues cromàtides que queden unides a l'altura del centròmer, i així constitueixen el cromosoma profàsic. A causa d'aquesta condensació desapareix el nuclèol, o els nuclèols, ja que l'ADN que regula la maquinària de transcripció queda empaquetat en els cromosomes. En les cèl·lules animals, els dos diplosomes immadurs, cadascun constituït per un centríol i un procentríol perpendicular a aquest, estan envoltats d'un material proteic anomenat material pericentriolar. Tot junt es diu complex centriolar. A partir del material pericentriolar es formen microtúbuls que es disposen radialment i formen les anomenades fibres de l'àster. Els dos àsters continuen la seva activitat organitzadora de microtúbuls i constitueixen unes fibres entre si, anomenades fibres polars o contínues (encara que generalment no arriben a l'altre àster), l'allargament de les quals produeix la separació dels dos àsters, que queden en una posició diametralment oposada, i així constitueixen els dos pols de la cèl·lula en divisió. Les fibres polars formen l'anomenat fus mitòtic. Durant el procés, cada procentríol s'allarga i al final forma un nou centríol.

### Premetafase

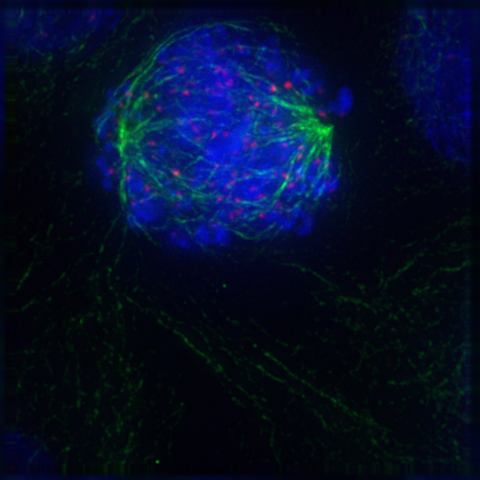
Durant la prometafase la membrana nuclear ha estat degradada i els microtúbuls han arribat a l'espai nuclear. Aquests microtúbuls s'uniran als cinetocors o interaccionaran amb altres microtúbuls.

La prometafase sovint es considera una part de la profase. La membrana nuclear es degrada i els microtúbuls entren l'espai nuclear. Això rep el nom de mitosis oberta, i ocorre en la majoria dels organismes multicel·lulars. Fongs i alguns protists, com algues o Trichomonas, fan una mitosi tancada, on l'aster es forma a l'interior del nucli o bé els microtúbuls són capaços d'entrar en un embolcall nuclear intacte.

Cada cromosoma forma dos cinetocors al seu centròmer, un per cada cromàtida germana. El cinetocor és un complex proteic que fa la funció de ganxo pels microtúbuls: és el punt d'ancoratge dels microtúbuls al cromosoma. Malgrat que l'estructura i funció del cinetocor no s'han estudiat completament, se sap que conté proteïnes amb funció motora.
Quan un microtúbul s'uneix al cinetocor, el motor s'activa tot emprant energia de l'ATP, per arrossegar-se cap al centrosoma a l'altre extrem del microtúbul. Aquest motor, amb l'ajuda de la polimerització i despolimerització de microtúbuls, genera la força necessària per separar les dues cromàtides germanes dels cromosomes.

### Metafase

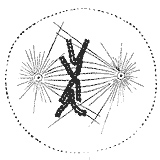
Metafase: Els cromosomes s'han alineat a la placa metafàsica

Els centròmers dels cromosomes s'alineen al llarg d'una línia imaginària equidistant dels pols del centrosoma i formen la placa equatorial. La placa equatorial es forma quan els cromosomes totalment condensats es dipositen al centre de la cèl·lula. Aquesta placa delimita les dues cèl·lules filles. Després d'aquest procés anomenat metafase, s'arriba, al cap d'un temps, tot depenent de la cèl·lula i de les condicions ambientals, a l'anafase, en la qual les cromàtides germanes de cada cromosoma se separen i es dirigeixen als pols oposats de la cèl·lula arrossegades pels filaments del fus acromàtic.

### Anafase

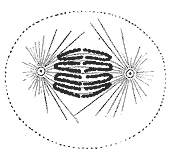
Principi de l'anafase: Els microtúbuls del cinetocor s'escurcen

Durant l'anafase les cromàtides germanes s'allunyen entre elles en direcció al centrosoma. I els centrosomes s'allunyen, i queden en els extrems oposats de la cèl·lula.

### Telofase

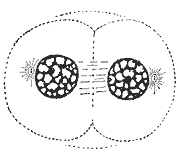
Telofase:

La telofase comença quan les dues dotacions cromosòmiques s'han agrupat en dues masses, situades als pols del fus mitòtic, i acaba quan aquestes queden envoltades d'un embolcall nuclear, és a dir, quan es formen els dos nuclis fills. Durant la telofase, la làmina nuclear s'adhereix als cromosomes, fet que facilita la construcció del nou embolcall nuclear. Aquest es forma a partir dels sàculs del reticle endoplasmàtic i, probablement, també de les restes de l'embolcall nuclear de la cèl·lula mare. Els cromosomes es van desespiralitzant, fet que ens possibilita la transcripció i la formació dels nuclèols a partir de les anomenades regions organitzadores de nuclèols de l'ADN. El nucli telofàsic, progressivament, es va fent cada vegada més semblant a l'interfàsic. Els microtúbuls polars es deixen anar del material pericentriolar, s'aproximen entre si i formen feixos a l'altura de la interzona (zona intermèdia entre els dos grups de cromosomes). A la regió d'imbricació d'aquests microtúbuls interzonals s'acumulen moltes proteïnes, i formen els anomenats cilindres de substàncies densa, que tenen un paper important en la citocinesi. Aquesta, generalment, es produeix simultàniament durant la telofase. Les cèl·lules dels vegetals superiors i d'alguns protozous no tenen centríols i, per tant, no presenten àsters. Aquestes cèl·lules fan una mitosi anomenada mitosi anastral. Al principi de la profase, a prop del nucli, hi ha una zona exempta d'orgànuls anomenada zona clara, que és un centre organitzador de microtúbuls (COM), per la qual cosa, al cap d'un temps, en queda envoltada. Posteriorment, s'allarga i al final dona lloc a dos centres organitzadors anomenats casquets polars, entre els quals hi ha microtúbuls polars, que constitueixen, al final de la profase, els dos pols del fus mitòtic, és a dir, actuen com els àsters de les cèl·lules animals. Aquest tipus de fus mitòtic sense àsters s'anomena fus anastral, mentre que el fus mitòtic amb àsters s'anomena fus astral.

### Citocinesi
És la divisió del citoplasma que es reparteix, encara que no és sempre de forma equitativa.
La cèl·lula es divideix en dues, i queda un nucli a cada meitat.

#### Citocinesi per estrangulació
La citocinesi per estrangulació es dona en les cèl·lules dels animals. S'inicia al final de l'anafase i comença amb una invaginació de la membrana plasmàtica a l'altura del pla equatorial del fus, l'anomenat solc de divisió. Aquest és el resultat extern de la formació d'un anell contràctil intern. Aquest anell està constituït per polímers d'actina units per un extrem a la cara interna de la membrana plasmàtica. Els extrems lliures s'uneixen i es desplacen entre si gràcies a molècules de miosina. Així, progressivament, es va estrangulant el citoplasma, fins que la membrana del solc de divisió contacta amb el feix de microtúbuls interzonals, a l'altura de la substància densa. D'aquesta manera, es divideix el citoplasma i es formen dues cèl·lules filles.

#### Citocinesi per septes
La citocinesi per septe es dona en les cèl·lules vegetals. S'inicia amb l'agrupació ordenada, en el pla equatorial de la cèl·lula binucleada telofàsica, de moltes vesícules procedents de l'aparell de Golgi. Aquesta agrupació ordenada és possible gràcies a l'orientació i l'aproximació dels microtúbuls interzonals. L'estructura formada per aquestes vesícules i els microtúbuls s'anomena fragmoplast. Posteriorment, es produeix la fusió de les vesícules, i es forma l'anomenada placa cel·lular primerenca, que va creixent gràcies a l'addició de més vesícules, des del centre, fins a dividir la cèl·lula. A partir de les seves membranes es formen les membranes plasmàtiques enfrontades de les dues cèl·lules filles. Com que la placa cel·lular tenia uns quants porus, queden ponts de comunicació citoplasmàtica entre les membranes plasmàtiques, anomenats plasmodesmes. A partir del contingut de les vesícules, ric en hemicel·lulosa i en pectina, es forma la làmina mitjana, que posteriorment, després de l'addició de cel·lulosa, constitueix la paret cel·lular cel·lulòsica.